# Floating (Eloy)
Floating is het derde studioalbum van de Duitse muziekgroep Eloy. Het album is opgenomen in de EMI Group Studio in Keulen. De muziek van dit album klinkt lichter dan het vorige album; haast hippieachtige muziek binnen de symfonische rock.
In juni 1989 volgde de eerste compact disc-uitgave; in 2000 volgde een verbeterde heruitgave met bonustracks. De band moet nog op stoom komen en heeft hulp nodig bij het schrijven van de Engelstalige teksten; oud-zanger Erich Schriever leverde tekstbijdragen voor The light, Plastic girl en Castle. 

## Musici
- Frank Bornemann — gitaar, zang, percussie
- Fritz Randow — slagwerk, akoestische gitaar, percussie, dwarsfluit;
- Luitjen Jansen — basgitaar
- Manfred Wieczorke — orgel, gitaar, zang, percussie

## Tracklist
Allen door Eloy, behalve waar vermeld

| Nr. | Titel                        | Duur  |
| --- | ---------------------------- | ----- |
| 1.  | Floating (instrumentaal)     | 3:59  |
| 2.  | The light from deep darkness | 14:37 |

| Nr. | Titel                        | Duur |
| --- | ---------------------------- | ---- |
| 1.  | Catle in the air             | 7:13 |
| 2.  | Platsic girl                 | 9:05 |
| 3.  | Madhouse (G. Bennit en Eloy) | 5:16 |

| Nr. | Titel                         | Duur |
| --- | ----------------------------- | ---- |
| 6.  | Future city                   | 4:59 |
| 7.  | Castle in the air (live 1973) | 8:08 |
| 8.  | Flying high (live 1973)       | 3:30 |